# 柳済斗
柳 済斗（ユー・ジェド、ユ・ジェドゥ、りゅう・さいと、유제두、Jae-Doo Yuh、1948年4月25日 - ）は、韓国のプロボクサー。全羅南道高興郡出身。元WBA世界スーパーウェルター級王者。元リングマガジン世界スーパーウェルター級王座。第19代OPBF東洋太平洋ミドル級王者。同王座を21連続防衛した。これはOPBF全階級での最多防衛記録となっている。
引退後は政界からの誘いを断り、ソウル市衿川区でボクシングジム太陽拳闘体育館を経営し、後進の育成に専念している。

## 来歴
1968年10月3日、韓国でプロデビュー。
1971年5月22日、14戦目で韓国ミドル級王座を獲得した。
1971年7月24日、15戦目でOBF東洋ミドル級王者カシアス内藤に挑戦し、6回KO勝ちで王座を獲得した。同王座は引退するまで防衛し続けた。
1975年6月7日、40戦目でOBF王座を保持したまま1階級下のWBA世界スーパーウェルター級王者輪島功一に挑戦し、7回KO勝ちで世界王座を獲得した。輪島は1月21日にWBA・WBCの両王座を獲得していたが、柳との対戦を強行したためにWBC王座を剥奪されていた。
1975年11月11日、WBA王座防衛戦で三迫将弘と対戦し、6回KO勝ちで初防衛に成功した。
1976年2月17日、2度目のWBA王座防衛戦で輪島功一と再戦し、15回KO負けで王座から陥落した。
1978年12月17日、OPBF防衛戦で姜興遠と対戦し、12回判定勝ちで21度目の防衛に成功した。
1979年7月24日、丸8年間・計21度防衛したOPBF王座を返上し、引退した。

## 獲得タイトル
- WBA世界スーパーウェルター級（防衛1）
- 第19代OPBF東洋太平洋ミドル級王座（防衛21=返上）
- リングマガジン世界スーパーウェルター級王座

## エピソード
- 輪島第2戦に勝利していればミドル級王者カルロス・モンソンと対戦の予定であった[3]。
- 輪島第2戦の試合前に突如原因不明の脱力症状に見舞われた。1981年、当時の関係者からKCIAに依頼され柳が当日食したイチゴに薬物を混入したことを知らされる。金大中との親密な関係を問題視した朴正煕大統領の忠誠者による工作であったが、その後圧力があり調査委員会で関係者は証言を覆したため、真相は不明のままとなった[4]。
- 韓国人として金基洙、洪秀煥に次ぐ3人目のプロボクシング世界王者となったことで国民的英雄となり伝記映画が製作された。「눈물젖은 샌드백」（邦訳:涙に濡れたサンドバッグ） 1975年 日本未公開[5]。輪島第1戦の実際の映像が使用されたが、5R終了後の反則パンチのシーンは輪島ダウンのあとにゴングが鳴る編集が施されており、正当な攻撃として描かれている。